# Deutsch-syrische Beziehungen
Die deutsch-syrischen Beziehungen waren bis Dezember 2024 durch die in Syrien begangenen Menschenrechtsverletzungen erheblich belastet. Die Deutsche Botschaft in Damaskus war von 2012 bis 2025 geschlossen, allerdings haben beide Länder weiterhin diplomatische Beziehungen unterhalten. Während der Flüchtlingskrise in Europa 2015/2016 hat Deutschland hunderttausende Flüchtlinge aus Syrien aufgenommen und Syrer zählen seitdem zu den größten Ausländergruppen in Deutschland.

## Politische Beziehungen
Im Jahre 1927 errichtete das Deutsche Reich ein Konsulat in Beirut zur Interessensvertretung im Libanon und Syrien. Erster zuständiger Konsul wurde Heribert Schwörbel. 1934 wurde das Konsulat in ein Generalkonsulat umgewandelt. Während des Zweiten Weltkriegs stand Syrien kurzzeitig unter Kontrolle des von Deutschland abhängigen Vichy-Regimes, wurde allerdings 1941 im Syrisch-Libanesischen Feldzug von britischen und antideutschen französischen Kräften eingenommen. Nach dem Krieg erklärte sich Syrien am 17. April 1946 für unabhängig. Beim Aufbau der syrischen Streitkräfte waren ehemalige Offiziere der Wehrmacht als Berater beteiligt. Im Jahre 1952 wurden diplomatische Beziehungen zwischen Syrien und der Bundesrepublik Deutschland (BRD) etabliert. Zur Zeit der Vereinigten Arabischen Republik (1958–1961) betrieb Syrien eine gemeinsame Botschaft in Bonn mit dem von Gamal Abdel Nasser regierten Ägypten.
Nach der diplomatischen Anerkennung Israels durch die BRD 1965 brach Syrien die diplomatischen Beziehungen zur BRD ab. Stattdessen wurden die informellen Beziehungen zur Deutschen Demokratischen Republik (DDR) ausgebaut, und bereits Mitte der 1960er Jahre wurden beide Länder zu engen Partnern, bevor 1969 offizielle diplomatische Beziehungen aufgenommen wurden. Die DDR leistete bereits davor umfangreiche Wirtschaftshilfe an das von der Baath-Partei regierte Syrien. So halfen DDR-Berater bei der Errichtung einer Zentralverwaltungswirtschaft in Syrien. Syrische Sicherheitskräfte wurden vom Ministerium für Staatssicherheit ausgebildet und ihre syrischen Äquivalente wurden nach Vorbild der DDR errichtet, was den Aufbau des syrischen Staates bis ins 21. Jahrhundert hinein geprägt hat. Mit der Machtübernahme des weniger sozialistisch orientierten syrischen Nationalisten Hafiz al-Assad 1970 wurden die Beziehungen zur DDR schließlich reduziert, und 1974 kam es zur Wiederaufnahme der Beziehungen mit der BRD. Beim Aufbau des Assad-Regimes half auch der ehemalige SS-Hauptsturmführer Alois Brunner, der entweder 2001 oder 2010 in Syrien gestorben sein soll.
Im Jahr 2001 traf der syrische Präsident Baschar al-Assad den deutschen Bundeskanzler Gerhard Schröder bei einem Staatsbesuch in Berlin. Bei dem Treffen ging es um einen Friedensplan für den Nahostkonflikt und deutsche Entwicklungszahlungen. Die deutsche Entwicklungsministerin Heidemarie Wieczorek-Zeul verkündete die Devise „Wandel durch Zusammenarbeit“. Nach der deutschen Wiedervereinigung verlegte Syrien 2002/03 seine Botschaft von Bonn nach Berlin. 
Mit dem Beginn des Bürgerkriegs in Syrien wurde die deutsche Botschaft in Damaskus 2012 geschlossen. Deutschland schloss sich den Wirtschaftssanktionen gegen das Assad-Regime an und fuhr die diplomatischen Kontakte zur syrischen Regierung auf ein Minimum zurück. Daneben wurden mehrere syrische Diplomaten des Landes verwiesen, darunter im Mai 2012 der syrische Botschafter in Deutschland nach dem Massaker von Hula. Im Gegensatz zu anderen westlichen Ländern wie den Vereinigten Staaten wurden die diplomatischen Beziehungen allerdings nicht abgebrochen. Im Rahmen der Kämpfe in Syrien leistete Deutschland humanitäre Unterstützung in Milliardenhöhe und nahm eine große Anzahl an syrischen Flüchtlingen auf.
Am 4. Dezember 2015 genehmigte der Bundestag die Teilnahme der Bundeswehr an der internationalen Anti-IS-Koalition in Syrien, welche im Januar 2021 endete. Die Berliner Generalstaatsanwaltschaft nahm Ende Januar 2017 ein Ermittlungsverfahren auf, weil die syrische Botschaft in Berlin ohne Überprüfung, aber mit einer Extragebühr Pässe ausgestellt haben soll. Im Februar 2021 wurde der Syrer Eyad A. vom Oberlandesgericht Koblenz zu einer Haftstrafe von viereinhalb Jahren wegen im syrischen Bürgerkrieg begangenen Verbrechen verurteilt, was die erste internationale Verurteilung wegen in diesem Bürgerkrieg begangener Kriegsverbrechen darstellte.

## Migration
Erste größere Wanderungsbewegungen zwischen den Ländern erfolgten in den 1960er Jahren im Rahmen der engen Partnerschaft zwischen der DDR und Syrien. Insgesamt 4000 syrische Studenten studierten in West- und Ostdeutschland, und 2009 hatten beispielsweise 22 Prozent der Professoren an der Universität Damaskus einen deutschen Abschluss. Im selben Jahr lebten etwa 30.000 Syrer in Deutschland. In Folge des Bürgerkriegs verließen mehr als sechs Millionen Syrer ihre Heimat. Im Jahre 2024 lebten in Deutschland ca. 974.000 Menschen aus Syrien, wovon die große Mehrheit im Rahmen der Flüchtlingskrise 2015/2016 ins Land kamen. Zu den bekannten Deutsch-Syrern gehören der Politikwissenschaftler Bassam Tibi, der Schriftsteller Rafik Schami, die Politikerin Lamya Kaddor, der Medienberater und Funktionär Aiman Mazyek und der Fußballspieler Mahmoud Dahoud.
Viele syrische Geflüchtete haben sich erfolgreich in den deutschen Arbeitsmarkt integriert. Besonders in Branchen wie Handwerk, Gastronomie, IT und Medizin sind syrische Fachkräfte aktiv. Laut Statistiken haben sich bis Ende 2023 mehr als 160.000 Syrerinnen und Syrer erfolgreich einbürgern lassen, was ihre langfristige Integration unterstreicht.

## Wirtschaft und Entwicklungspolitik
Die Wirtschaftsleistung Syriens brach mit dem Beginn des Bürgerkriegs 2011 ein, und das Land wurde von den westlichen Industrieländern unter Sanktionen gestellt. Die Wirtschaftsbeziehungen zu Deutschland sind deshalb seither nur schwach entwickelt. Das bilaterale Handelsvolumen betrug im Jahre 2021 lediglich 60 Millionen Euro.
Vor dem Bürgerkrieg war Syrien aufgrund seiner Kulturstätten ein Ziel für kulturell interessierte Touristen und wurde auch von Deutschen besucht. Seit 2019 bereisen trotz Reisewarnungen wieder einige Touristen aus Deutschland das Land.
Kurz nach dem Sturz des Assad-Regimes Ende 2024 stattete die deutsche Außenministerin Annalena Baerbock Syrien am 3. Januar 2025 einen Besuch ab und traf sich mit dem Präsidenten Ahmed al-Scharaa. Für den Wiederaufbau Syriens sagte Deutschland 50 Millionen Euro an Unterstützung zu. Am 20. März 2025 wurde die deutsche Botschaft in Damaskus bei einem erneuten Besuch durch Annalena Baerbock wiedereröffnet.

## Humanitäre Hilfe
Seit dem Beginn des syrischen Bürgerkriegs hat Deutschland bis 2022 humanitäre Hilfe in Höhe von mehr als 10 Milliarden Euro geleistet und zählte damit zu den führenden Geberländern. Die Bundesregierung arbeitete dabei mit Partnern wie dem Welternährungsprogramm der Vereinten Nationen, dem Roten Kreuz und Save the Children zusammen. Der Schwerpunkt lag dabei auf der Unterstützung von Flüchtlingen in Syrien und den Nachbarländern. Auch für die Stabilisierung der Regionen in Nordsyrien, die vom Islamischen Staat besetzt gewesen waren, wurden Hilfen bereitgestellt.

## Kulturelle Beziehungen
Mehrere deutsche Museen präsentieren Kultur aus Syrien und setzen sich für den Erhalt des syrischen Kulturerbes ein: Das Museum für Islamische Kunst im Pergamonmuseum Berlin präsentiert syrische Kunst und Architektur. Es ist an der Dokumentation und Erhaltung von Kulturgütern beteiligt, insbesondere durch das Syrian Heritage Archive Project. Weiterhin gründete es unter dem Namen Multaka das interkulturelle Museumsprojekt mit regelmäßigen Führungen für Arabisch sprechende Menschen.
Das Rautenstrauch-Joest-Museum in Köln zeigte 2022 die Sonderausstellung „Syrien. Gegen das Vergessen“ zur kulturellen Vielfalt Syriens. Diese Ausstellung präsentierte historische Artefakte aus deutschen Sammlungen im Dialog mit zeitgenössischer syrischer Kunst. Deutsche Museen in Berlin und Dresden besitzen prachtvolle historische Räume aus Syrien, die einst wohlhabenden Kaufleuten in Damaskus und Aleppo als Empfangsräume dienten.
In deutscher Übersetzung erschienen mehr als 90 literarische Werke syrischer Schriftstellerinnen und Schriftsteller, von denen viele im Exil in Deutschland leben.
Vom Auswärtigen Amt geförderte Mittlerorganisationen der Deutschen Auswärtigen Kultur- und Bildungspolitik (AKBP), die während des Bürgerkriegs in Syrien ihre Arbeit eingestellt hatten, haben im März 2025 erneut eine Zusammenarbeit mit Syrien erkundet. Hierzu gehörten vor allem der Deutsche Akademische Austauschdienst (DAAD), die Alexander-von-Humboldt-Stiftung das Deutsche Archäologische Institut (DAI) und das Goethe-Institut. Die lokalen Vertretungen der beiden letztgenannten Institutionen waren bis 2012 im bundeseigenen Gebäude der ehemaligen DDR-Botschaft in der Malki Straße untergebracht.

## Diplomatische Standorte
- Deutschland unterhält eine Botschaft in Damaskus (zwischen 2012 und 2025 geschlossen).[33]
- Syrien unterhält eine Botschaft in Berlin.[34]